# النا کاتانیو
النا کاتانیو (انگلیسی: Elena Cattaneo؛ زادهٔ ۲۲ اکتبر ۱۹۶۲) یک سیاست‌مدار اهل ایتالیا است.